# 24 de setembro
24 de setembro é o 267.º dia do ano no calendário gregoriano (268.º em anos bissextos). Faltam 98 dias para acabar o ano.

## Eventos históricos

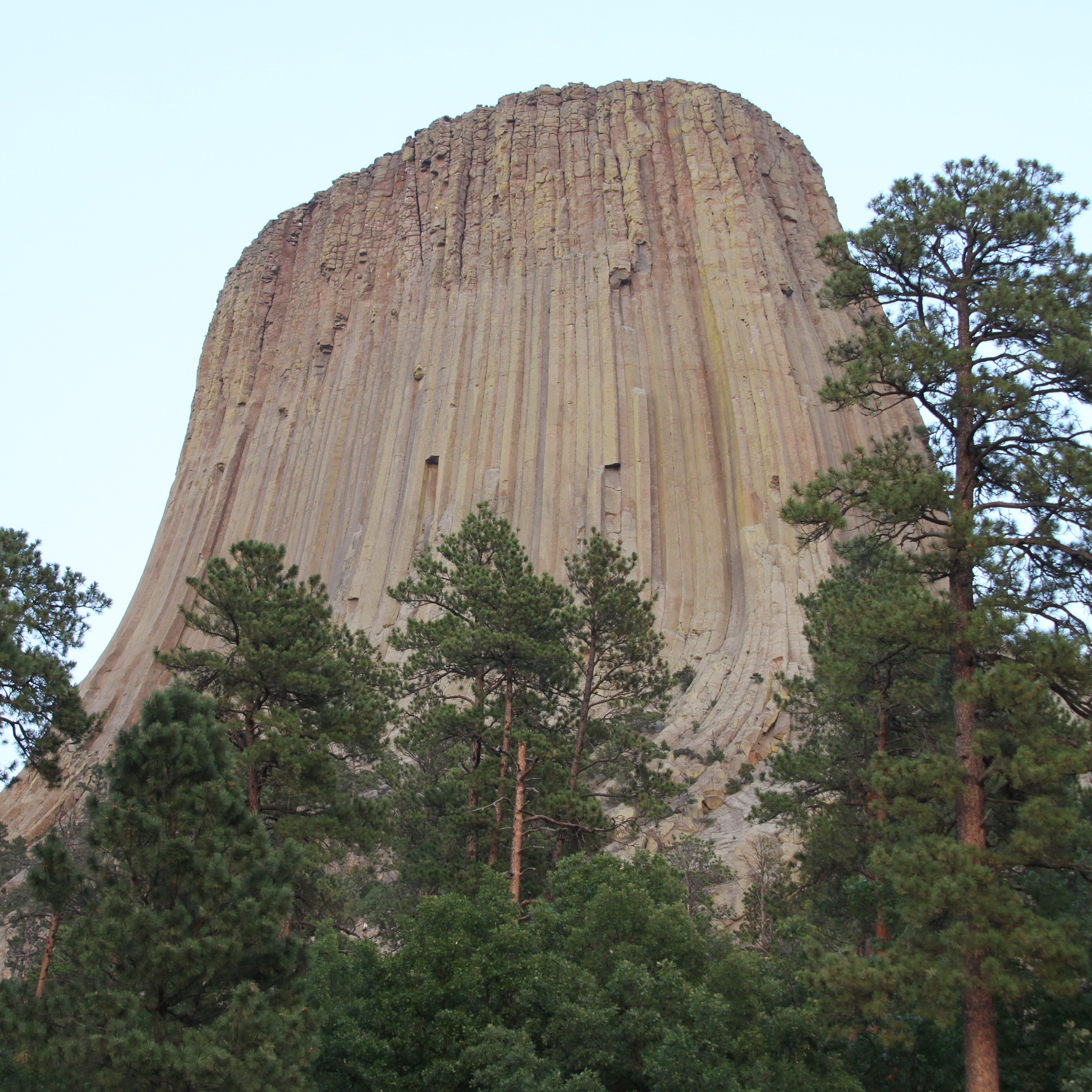
1906: A Torre do Diabo em Wyoming

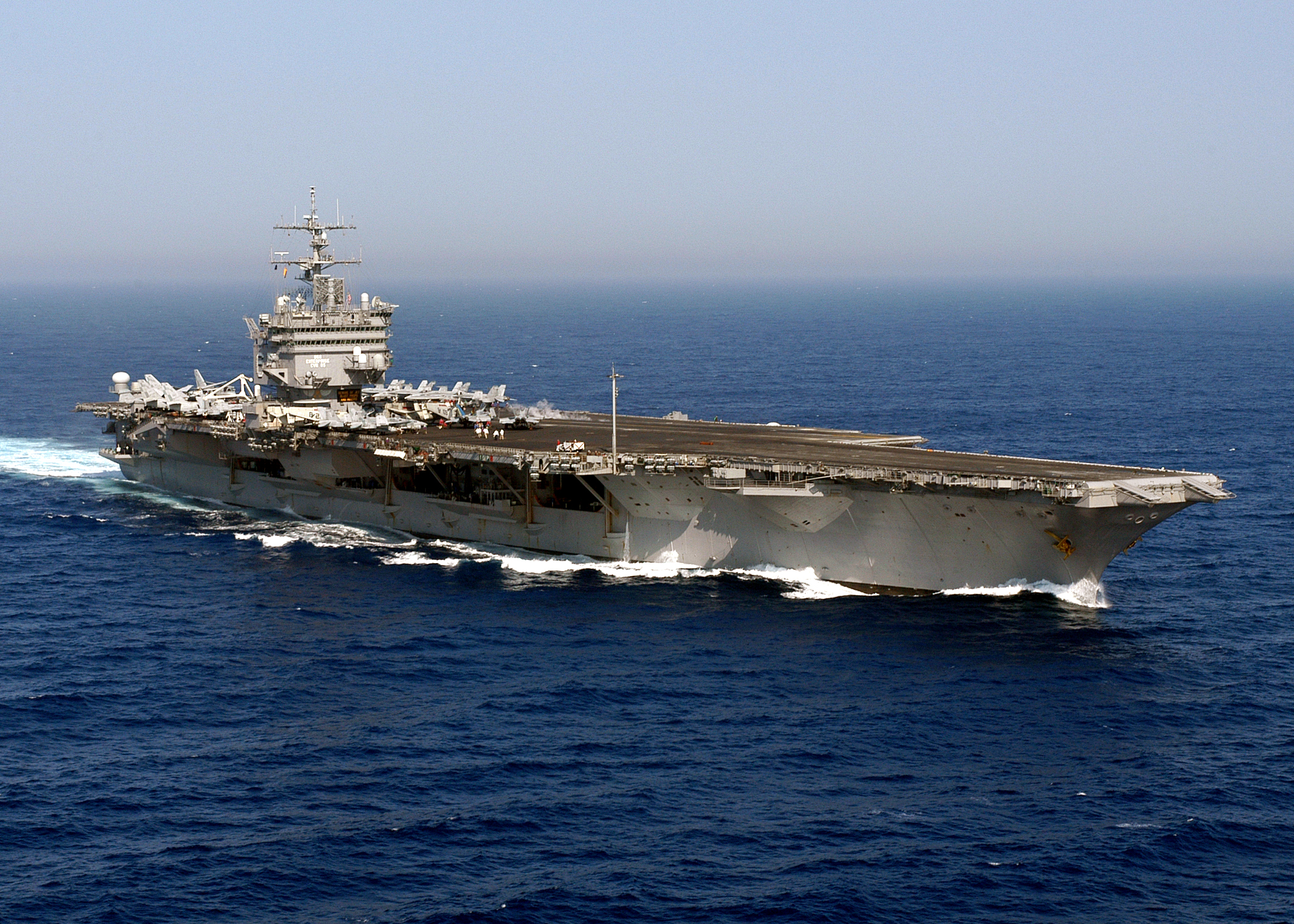
1960: Lançamento do USS Enterprise

- 0787 — Segundo Concílio de Niceia: o concílio se reúne na Basílica de Santa Sofia.
- 1180 — Morre Manuel I Comneno, o último imperador bizantino da Restauração Comnena.
- 1568 — As forças navais espanholas derrotam uma frota inglesa, sob o comando de John Hawkins, na Batalha de San Juan de Ulúa, perto de Veracruz.
- 1674 — Segunda coroação tântrica de Chhatrapati Shivaji Maharaj.
- 1825 — Guerra da Cisplatina: Batalha de Rincón do Império do Brasil contra a Província da Cisplatina (hoje Uruguai).
- 1830 — Um comitê revolucionário de notáveis forma o Governo Provisório da Bélgica.
- 1841 — O sultanato de Brunei cede Sarawak ao Reino Unido.
- 1846 — Guerra Mexicano-Americana: o general Zachary Taylor captura Monterrei.
- 1852 — O primeiro dirigível movido por um motor (a vapor), criado por Henri Giffard, percorre 27 km de Paris até Trappes.
- 1853 — Almirante Auguste Febvrier Despointes toma posse formalmente da Nova Caledônia em nome da França.
- 1877 — A Batalha de Shiroyama é uma vitória decisiva do Exército Imperial Japonês sobre a Rebelião Satsuma.
- 1869 — Black Friday (1869): Os preços do ouro despencam depois que o presidente dos Estados Unidos, Ulysses Grant, ordena que o Tesouro venda grandes quantidades de ouro depois que Jay Gould e James Fisk conspiram para controlar o mercado.
- 1906 — O presidente dos Estados Unidos, Theodore Roosevelt, proclama a Torre do Diabo em Wyoming como o primeiro Monumento Nacional.
- 1918 — Primeira Guerra Mundial: Após uma viagem acidentada, a última Missão Médica Militar brasileira chega ao porto de Marselha, França.
- 1944 — Segunda Guerra Mundial: O General Eurico Dutra desembarca em Nápoles para uma visita à Força Expedicionária Brasileira e ao comando do 5° Exército dos Estados Unidos.
- 1948 — Fundação da Honda Motor Company.
- 1960 — Lançamento do USS Enterprise, o primeiro porta-aviões nuclear do mundo.
- 1964 — Golpe Militar de 64: Carlos Lacerda viaja ao Uruguai para se encontrar com João Goulart.
- 1968 — Essuatíni é admitida como Estado-Membro da ONU.
- 1973 — A Guiné-Bissau declara sua independência de Portugal.
- 1974 — Toma posse em Guiné-Bissau o presidente Luís Cabral.
- 1993 — A monarquia cambojana é restaurada, com Norodom Sihanouk como rei.
- 1996 — Representantes de 71 nações assinam o Tratado de Interdição Completa de Ensaios Nucleares nas Nações Unidas.
- 2005 — O furacão Rita atinge os Estados Unidos, devastando porções do sudoeste da Luisiana e do extremo sudeste do Texas.
- 2007 — Entre 30 000 e 100 000 pessoas participam de protestos contra o governo em Yangon, Myanmar, o maior em vinte anos.
- 2008 — Thabo Mbeki renuncia à presidência da África do Sul.
- 2013 — Um sismo de magnitude 7,7 atinge o sul do Paquistão, matando pelo menos 327 pessoas.
- 2014 — A Mars Orbiter Mission faz da Índia a primeira nação asiática a atingir a órbita de Marte e a primeira nação do mundo a fazê-lo em sua primeira tentativa.
- 2015 — Pelo menos 1 100 pessoas morrem e outras 934 ficaram feridas após um tumulto durante o Haje na Arábia Saudita.

## Nascimentos

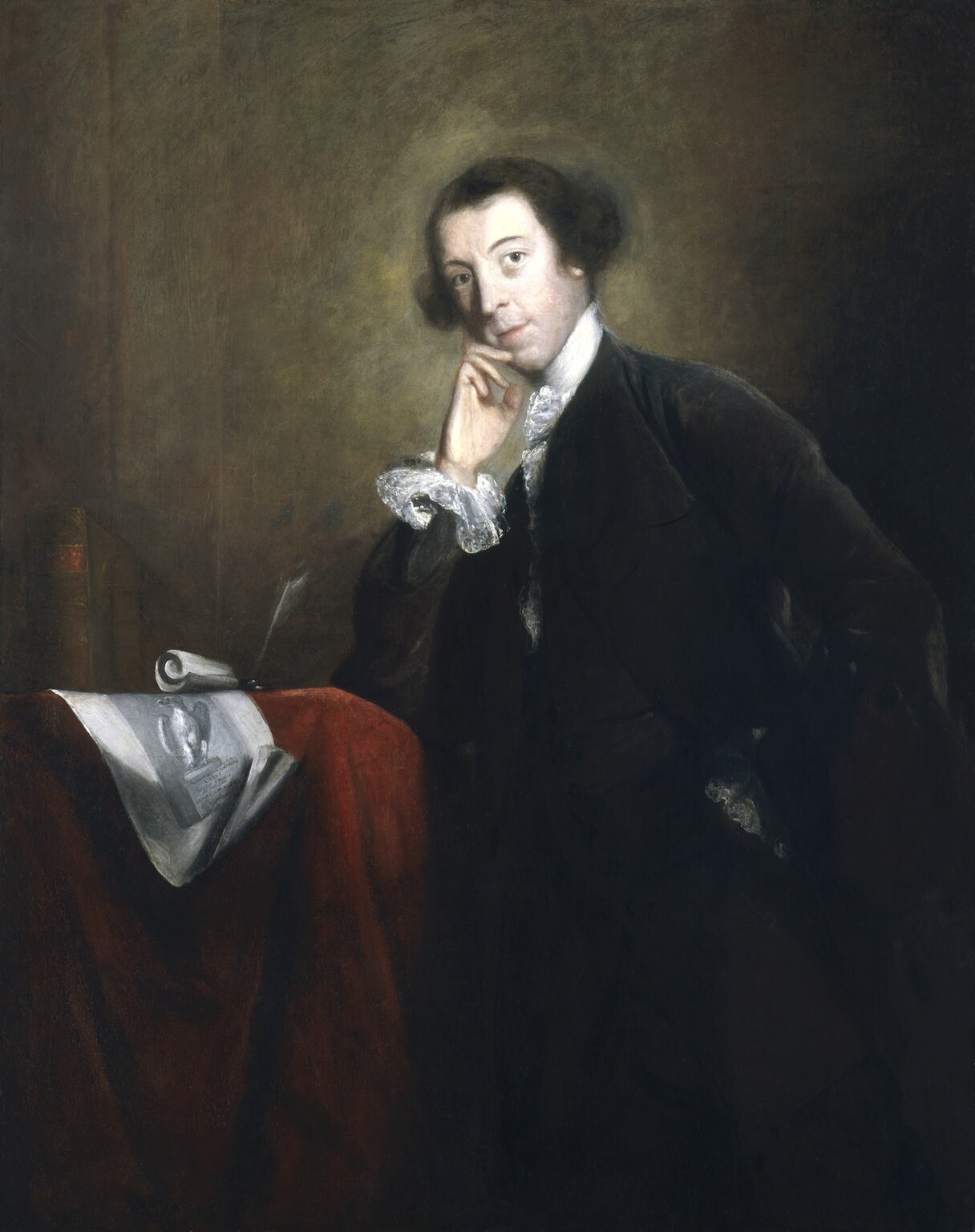
Horace Walpole

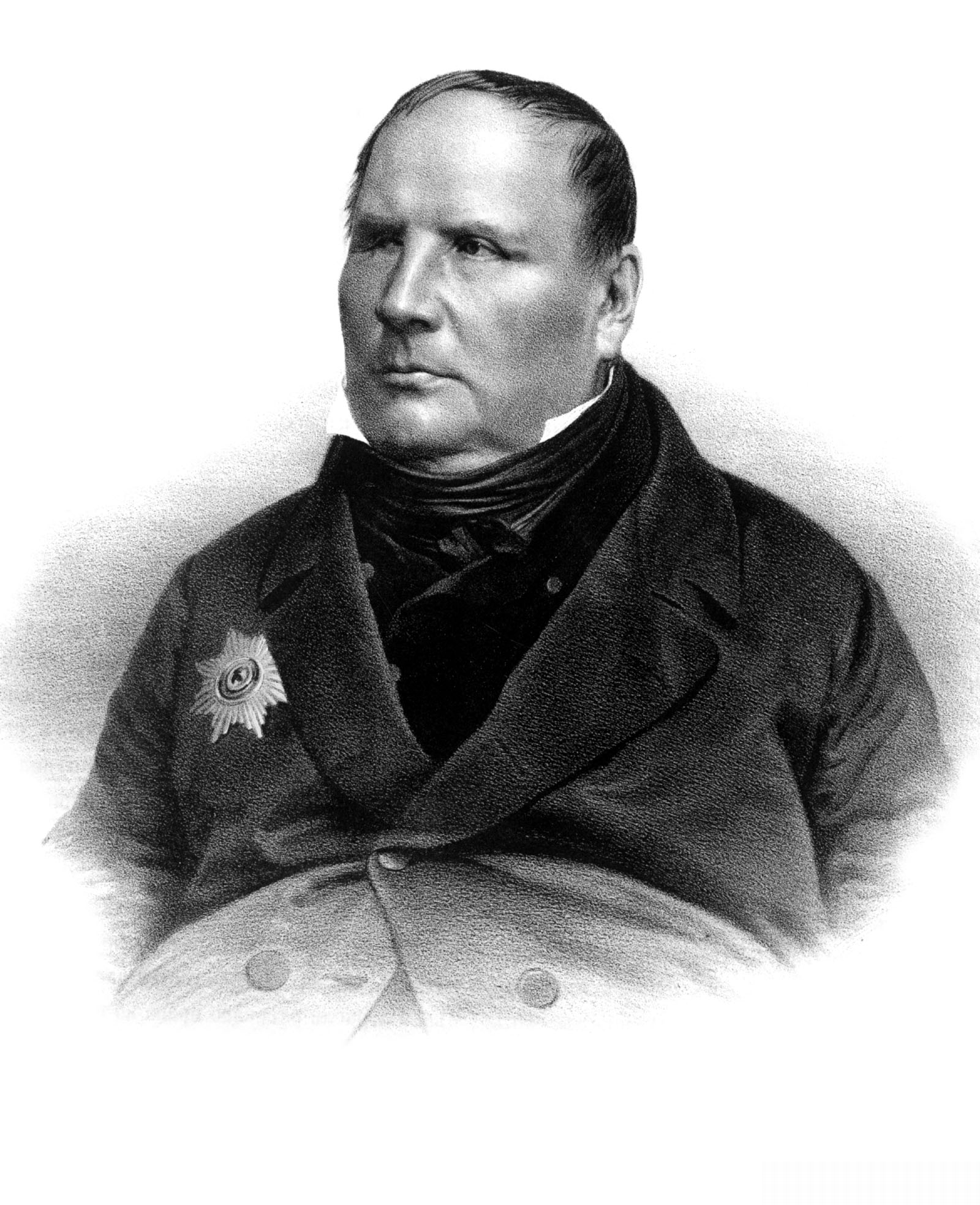
Mikhail Ostrogradski

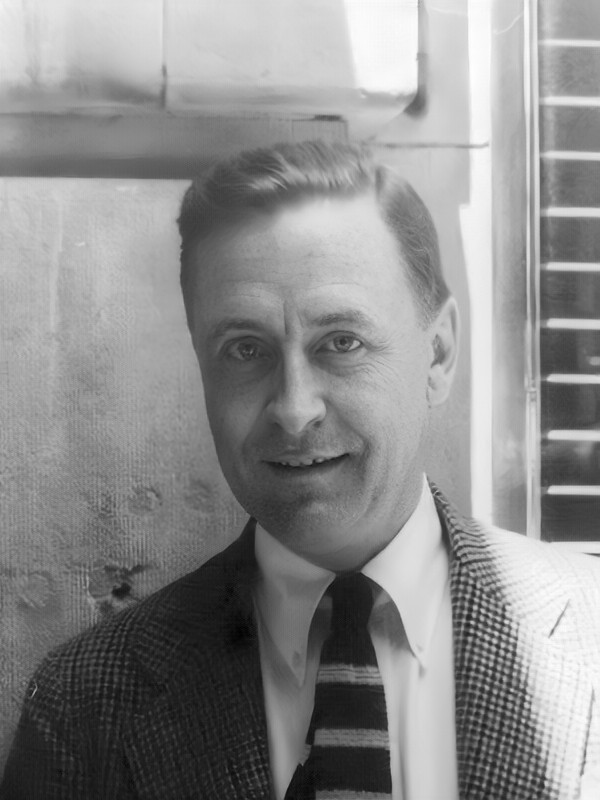
F. Scott Fitzgerald

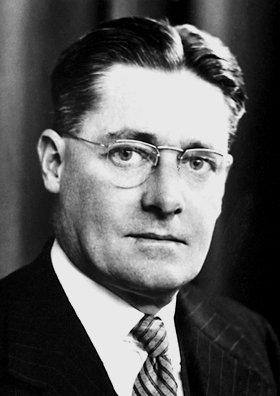
Howard Florey

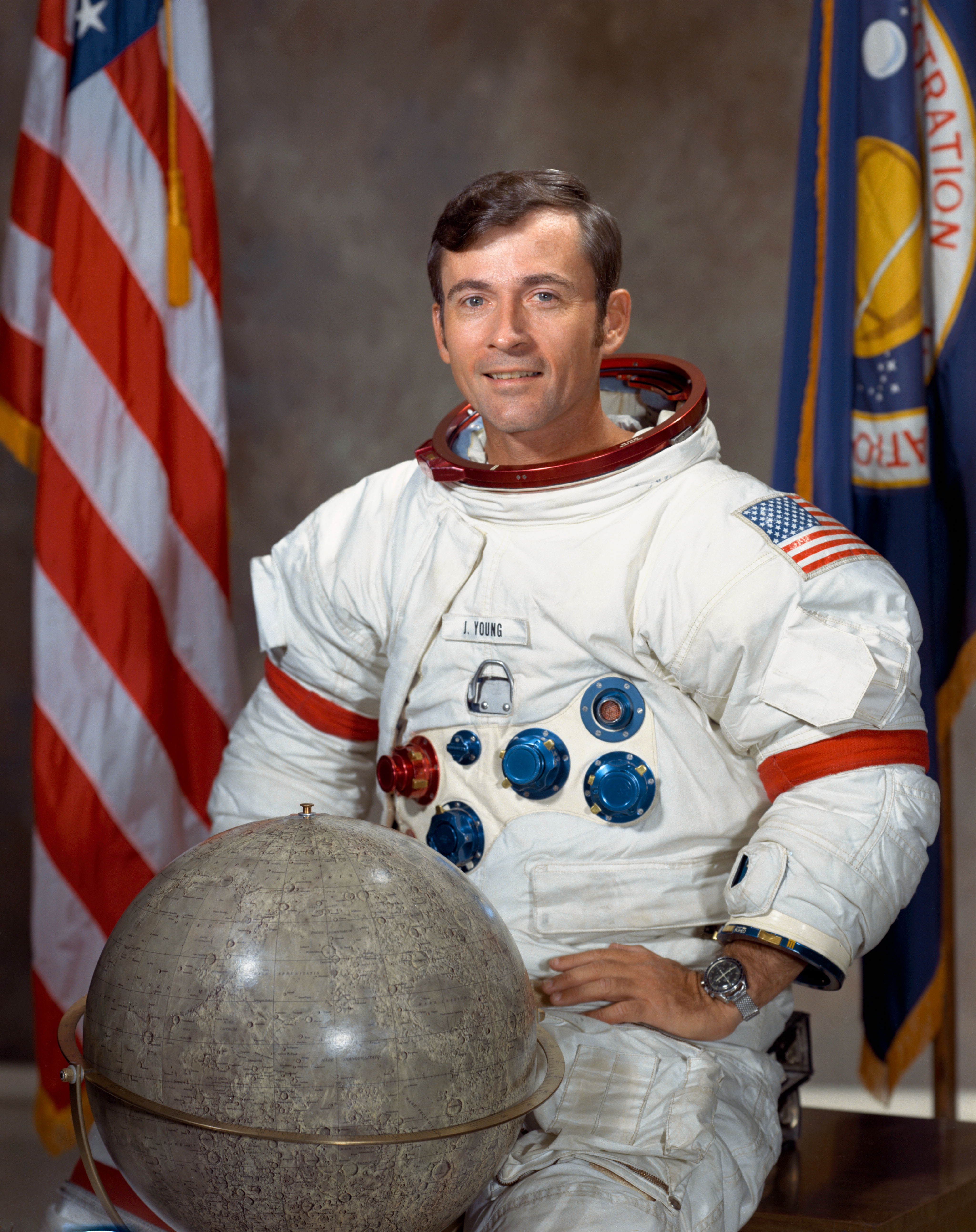
John Young

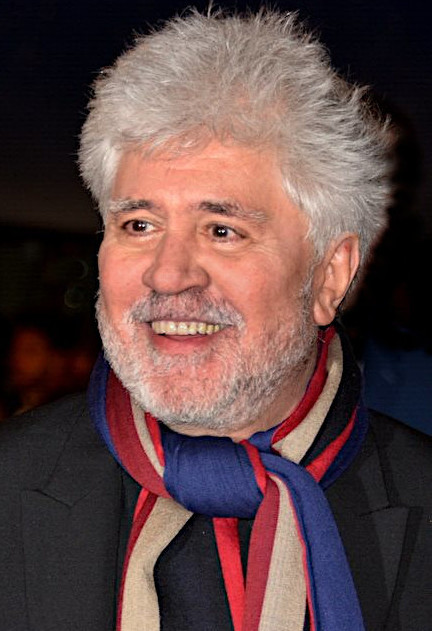
Pedro Almodóvar

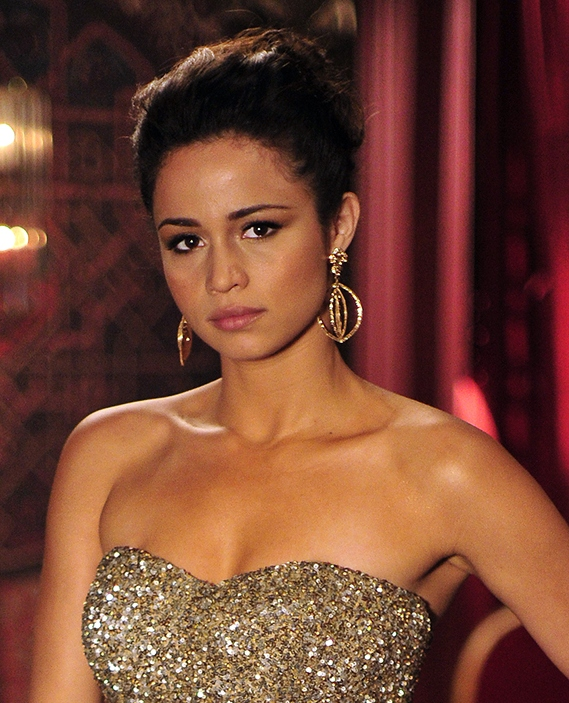
Nanda Costa

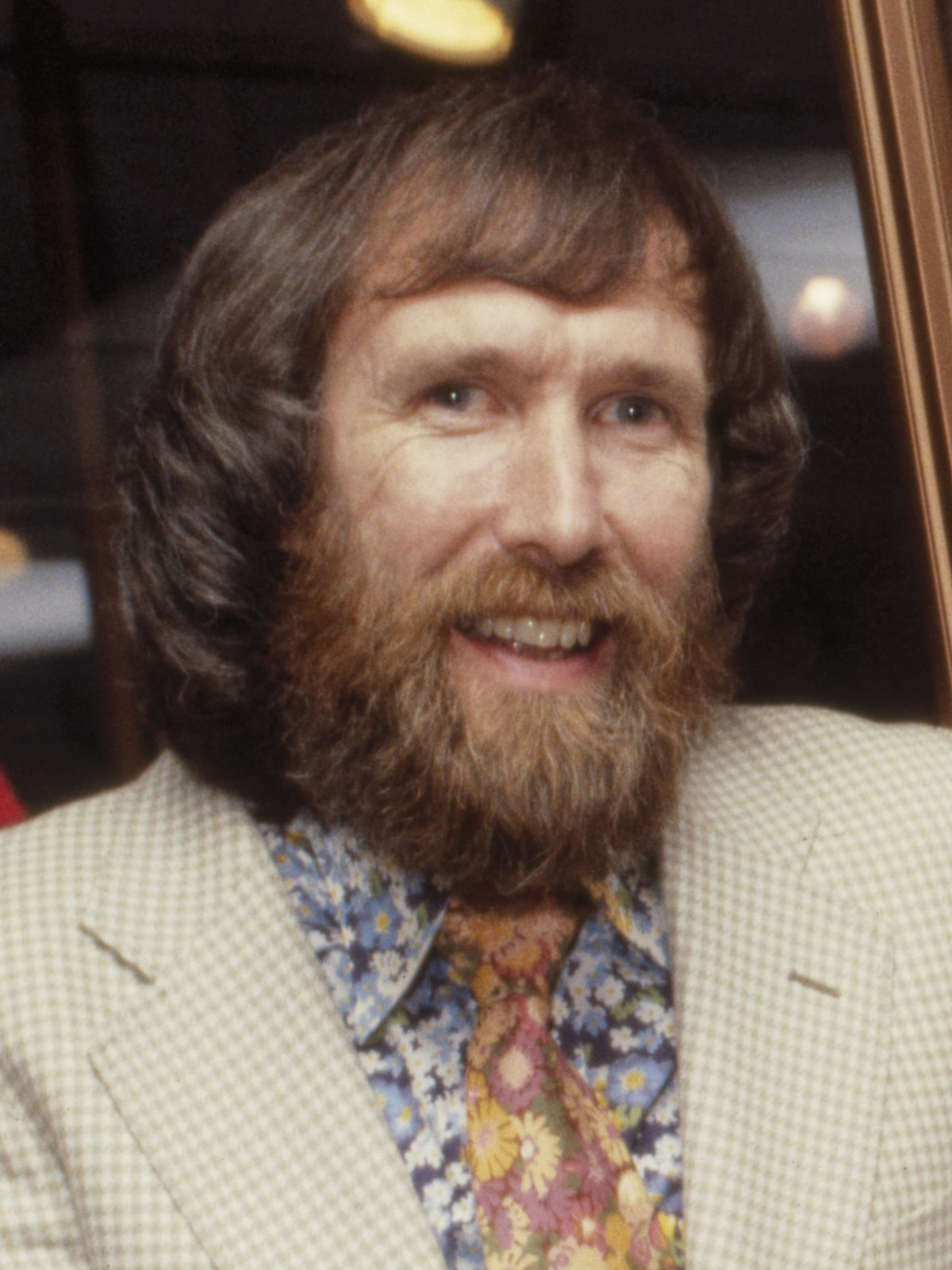
Jim Henson

### Anterior ao século XIX
- 0015 — Vitélio, imperador romano (m. 69).
- 1301 — Ralph de Stafford, 1.º conde de Stafford (m. 1372).
- 1416 — Ana de Lusinhão, duquesa de Saboia (m. 1462).
- 1473 — Georg von Frundsberg, cavaleiro alemão (m. 1528).
- 1501 — Girolamo Cardano, matemático italiano (m. 1576).
- 1513 — Catarina de Saxe-Lauemburgo, rainha consorte da Suécia (m. 1535).
- 1550 — Tang Xianzu, escritor e dramaturgo chinês (m. 1616).
- 1562 — Hércules I de Mônaco (m. 1604).
- 1577 — Luís V de Hesse-Darmstadt (m. 1626).
- 1583 — Albrecht von Wallenstein, general boêmio (m. 1634).
- 1625 — Johan de Witt, matemático e político neerlandês (m. 1672).
- 1679 — Eugenio Gerardo Lobo, poeta e militar espanhol (m. 1750).
- 1709 — John Cleland, romancista britânico (m. 1789).
- 1714 — Alaungpaya, rei birmanês (m. 1760).
- 1717 — Horace Walpole, aristocrata e romancista britânico (m. 1797).
- 1731 — Carlota Sofia de Saxe-Coburgo-Saalfeld (m. 1810).
- 1755 — John Marshall, político, diplomata e jurista estadunidense (m. 1835).
- 1771 — Jean-Andoche Junot, general francês (m. 1813).
- 1795 — Antoine-Louis Barye, escultor francês (m. 1875).

### Século XIX
- 1801 — Mikhail Ostrogradski, matemático ucraniano (m. 1861).
- 1821 — Cyprian Norwid, poeta, dramaturgo e pintor polonês (m. 1883).
- 1852 — Joaquín Sánchez de Toca Calvo, político espanhol (m. 1942).
- 1858 — Carl Pulfrich, físico alemão (m. 1927).
- 1859 — Pierre Viala, enólogo francês (m. 1936).
- 1861 — Francisco José de Battenberg (m. 1924).
- 1871 — Lottie Dod, multi-esportista britânica (m. 1960).
- 1874 — Ludwig Diels, botânico alemão (m. 1945).
- 1878 — Charles-Ferdinand Ramuz, escritor suíço (m. 1947).
- 1882
  - Max Décugis, tenista francês (m. 1978).
  - Georges Paulmier, ciclista francês (m. 1956).
- 1884
  - Hugo Schmeisser, inventor e desenhista de armas alemão (m. 1953).
  - İsmet İnönü, militar e político turco (m. 1973).
- 1886
  - Roberto Ortiz, político argentino (m. 1942).
  - Edward Bach, bacteriologista e patologista britânico (m. 1936).
- 1889
  - Antônio Geremário Teles Dantas, político, jornalista e escritor brasileiro (m. 1935).
  - Eberhard von Mackensen, militar alemão (m. 1969).
- 1894 — Igino Giordani, político e religioso italiano (m. 1980)
- 1896
  - F. Scott Fitzgerald, escritor estadunidense (m. 1940).
  - Cândido de Oliveira, futebolista, treinador de futebol e jornalista português (m. 1958).
- 1898
  - Charlotte Moore Sitterly, astrônoma estadunidense (m. 1990).
  - Howard Florey, farmacêutico australiano (m. 1968).

### Século XX

#### 1901–1950
- 1901 — Germain Bazin, historiador de arte francês (m. 1990).
- 1902 — Ruhollah Khomeini, aiatolá e líder revolucionário iraniano (m. 1989).
- 1905 — Severo Ochoa, bioquímico espanhol (m. 1993).
- 1906 — Juan Modesto, militar espanhol (m. 1969).
- 1910
  - Delfín Benítez Cáceres, futebolista e treinador de futebol paraguaio (m. 2004).
  - Cao Yu, escritor chinês (m. 1996).
- 1911 — Konstantin Chernenko, político soviético (m. 1985).
- 1913 — Herb Jeffries, ator, cantor e compositor norte-americano (m. 2014).
- 1916 — Greer Skousen, jogador de basquete mexicano (m. 1988).
- 1917 — Otto Günsche, militar alemão (m. 2003).
- 1919 — Carlos Madeira Cacho, físico nuclear português (m. 1976).
- 1923
  - Raoul Bott, matemático húngaro-americano (m. 2005).
  - Fats Navarro, trompetista de jazz norte-americano (m. 1950).
- 1925 — Geoffrey Burbidge, astrônomo britânico (m. 2010).
- 1927
  - Arthur Malet, ator inglês (m. 2013).
  - Harald Weinrich, escritor, filólogo e linguista alemão (m. 2022).
  - Matazo Kayama, pintor japonês (m. 2004).
- 1930
  - John Young, astronauta estadunidense (m. 2018).
  - Frederic Raurell, teólogo espanhol (m. 2023).
- 1931
  - Mike Parkes, automobilista britânico (m. 1977).
  - Medardo Joseph Mazombwe, religioso zambiano (m. 2013).
- 1932 — Canhoteiro, futebolista brasileiro (m. 1974).
- 1934
  - Emmanuele Del Vecchio, futebolista brasileiro (m. 1995).
  - Maria Pia de Saboia.
  - John Brunner, escritor britânico (m. 1995).
  - Lasse Mårtenson, cantor finlandês (m. 2016).
- 1935
  - Vicente Lucas, ex-futebolista português.
  - Gessy Lima, futebolista brasileiro (m. 1989).
- 1936 — Jim Henson, manipulador de bonecos, animador e cineasta estadunidense (m. 1990).
- 1939 — Jacques Vallée, cientista da computação, astrofísico, escritor, ufólogo e astrônomo francês.
- 1940 — Amelita Baltar, cantora argentina.
- 1941 — Linda McCartney, fotógrafa, musicista e ativista estadunidense (m. 1998).
- 1943
  - Randall Duk Kim, ator estadunidense.
  - Pierre Carteus, futebolista belga (m. 2003).
- 1944
  - Gilles Lipovetsky, filósofo francês.
  - Bernd Bransch, futebolista alemão (m. 2022).
- 1945
  - Ian Stewart, matemático e escritor britânico.
  - Lou Dobbs, jornalista norte-americano (m. 2024).
- 1946 — Lars Emil Johansen, político groenlandês.
- 1948 — José Navarro, ex-futebolista peruano.
- 1949
  - Pedro Almodóvar, cineasta, ator e roteirista espanhol.
  - Hildegard Angel, jornalista brasileira.
  - Germano Rigotto, político e advogado brasileiro.
- 1950 — Kristina Wayborn, atriz sueca.

#### 1951–2000
- 1951 — Alfonso Antonio Portillo Cabrera, político guatemalteco.
- 1952
  - Mark Sandman, músico norte-americano (m. 1999).
  - Antônio Carlos Magalhães Júnior, empresário e político brasileiro.
- 1954
  - Gerónimo Barbadillo, ex-futebolista peruano.
  - Marco Tardelli, ex-futebolista e treinador de futebol italiano.
  - Martial Yeo, treinador de futebol marfinense.
- 1955 — Yacine Bentaala, ex-futebolista argelino.
- 1956 — Stephen Brislin, cardeal sul-africano.
- 1957 — Steve Foster, ex-futebolista britânico.
- 1958
  - Kevin Sorbo, ator e produtor estadunidense.
  - Murdo MacLeod, ex-futebolista e treinador de futebol britânico.
- 1959 — Steve Whitmire, manipulador de bonecos norte-americano.
- 1961 — John Logan, roteirista, dramaturgo e produtor estadunidense.
- 1962
  - Helena Maria de Oliveira Freitas, bióloga e ecóloga portuguesa.
  - Ally McCoist, ex-futebolista e treinador de futebol britânico.
  - Nia Vardalos, atriz, produtora de cinema e roteirista canadense.
- 1963 — Maurício Ricardo Quirino, cartunista e músico brasileiro.
- 1964
  - Jeff Krosnoff, automobilista estadunidense (m. 1996).
  - Tamaki Saitō, psiquiatra e escritor japonês.
- 1965
  - Robert Siboldi, ex-futebolista e treinador de futebol uruguaio.
  - Anders Limpar, ex-futebolista sueco.
  - Fabrice Philipot, ciclista francês (m. 2020).
- 1966
  - Christophe Bouchut, automobilista francês.
  - Alfred Hörtnagl, ex-futebolista austríaco.
  - Stefan Molyneux, escritor e YouTuber canadense.
- 1967 — Igor Protti, ex-futebolista italiano.
- 1968
  - Awad Al-Anazi, ex-futebolista saudita.
  - Michael Obiku, ex-futebolista nigeriano.
  - Martín Eulogio Rodríguez, ex-futebolista peruano.
- 1969
  - Shawn Crahan, músico estadunidense.
  - Andreína Goetz, modelo venezuelana.
  - Rosane Svartman, cineasta, diretora e produtora de cinema brasileira-americana.
- 1970 — Imre Tiidemann, ex-pentatleta estoniano.
- 1971
  - Craig Burley, ex-futebolista britânico.
  - Kurt Van De Wouwer, ex-ciclista belga.
- 1972
  - Pierre Amine Gemayel, político libanês (m. 2006).
  - Jesse Hughes, músico estadunidense.
- 1973
  - Scheila Carvalho, dançarina e apresentadora de televisão brasileira.
  - Zoltán Kovács, ex-futebolista húngaro.
- 1974
  - Jackie Sandler, atriz norte-americana.
  - Niels Brinck, cantor dinamarquês.
  - Igor Vušurović, ex-jogador de vôlei montenegrino.
- 1976
  - Stephanie McMahon, ex-lutadora profissional e empresária estadunidense.
  - Ian Bohen, ator estadunidense.
  - Alejandro Osorio, ex-futebolista chileno.
- 1977
  - Nuno Frechaut, ex-futebolista português.
  - Marieh Delfino, atriz venezuelana.
  - Jean Carlo Witte, ex-futebolista brasileiro.
  - Neila Medeiros, jornalista e apresentadora de televisão brasileira.
- 1979
  - André Marques, ator e apresentador de televisão brasileiro.
  - Maricá, ex-futebolista brasileiro.
  - Fábio Aurélio, ex-futebolista brasileiro.
- 1980
  - Juliano Cazarré, ator brasileiro.
  - Diederik Boer, ex-futebolista neerlandês.
  - Victoria Pendleton, ex-ciclista britânica.
- 1981
  - Ryan Briscoe, automobilista australiano.
  - Kai Wen Tan, ginasta norte-americano.
- 1982
  - Morgan Hamm, ex-ginasta estadunidense.
  - Paul Hamm, ex-ginasta estadunidense.
  - Cristian Ledesma, ex-futebolista ítalo-argentino.
  - Christian Núñez, ex-futebolista uruguaio.
  - Bruno Miguel, ex-futebolista e treinador de futebol português.
- 1984
  - Mickaël Poté, futebolista beninense.
  - Dharius, rapper mexicano.
- 1985
  - Jessica Lucas, atriz e cantora canadense.
  - Élise Bussaglia, ex-futebolista francesa.
  - Mikel González Martínez, ex-futebolista espanhol.
  - Eleanor Catton, escritora neozelandesa.
  - Guilherme Finkler, ex-futebolista brasileiro.
  - Jonathan Soriano, ex-futebolista espanhol.
  - Chi Chi DeVayne, drag queen americana (m. 2020).
  - Paulo Verlings, ator brasileiro.
- 1986
  - Kieza, futebolista brasileiro.
  - Juju Salimeni, modelo, dançarina e assistente de palco brasileira.
  - Nanda Costa, atriz brasileira.
  - Kostyantyn Kravchenko, ex-futebolista ucraniano.
- 1987
  - Grey Damon, ator estadunidense.
  - Senzo Meyiwa, futebolista sul-africano (m. 2014).
  - Pak Song-chol, futebolista norte-coreano.
- 1988 — Birgit Sarrap, cantora estoniana.
- 1989 — Pia Wurtzbach, atriz e modelo filipina.
- 1991
  - Lorenzo Ebecilio, futebolista neerlandês.
  - Oriol Romeu, futebolista espanhol.
- 1992
  - Jack Sock, ex-tenista norte-americano.
  - Ricardo Vianna, ator e ex-lutador brasileiro.
- 1993
  - Jessy Pi, futebolista francês.
  - Lucas Mariano, jogador de basquete brasileiro.
  - Kevin Ceccon, automobilista italiano.
- 1994
  - Romario Ibarra, futebolista equatoriano.
  - Jonas Esticado, cantor brasileiro.
- 1997
  - Tosin Adarabioyo, futebolista britânico.
  - Dodi Lukebakio, futebolista belga.
  - Tatsuki Suzuki, motociclista japonês.
- 1999
  - Mei Nagano, atriz e modelo japonesa.
  - Elif Elmas, futebolista macedônio.
- 2000 — Alexandro Bernabei, futebolista argentino.

### Século XXI
- 2001
  - Jade Picon, atriz e influenciadora brasileira.
  - Dominik Bieler, ciclista suíço.
- 2003 — Joe Locke, ator manês.

## Mortes

### Anterior ao século XIX
- 0366 — Papa Libério (n. 310).
- 0768 — Pepino, o Breve (n. 714).
- 1054 — Hermano de Reichenau, compositor e matemático alemão (n. 1013).
- 1120 — Guelfo II, Duque da Baviera (n. 1073).
- 1143
  - Inês da Germânia, marquesa da Áustria
  - Papa Inocêncio II (n. 1130).
- 1180 — Manuel I Comneno, imperador bizantino. (n.1118).
- 1228 — Estêvão I da Sérvia (n. 1165).
- 1435 — Isabel da Baviera, Rainha de França (n. 1370).
- 1541 — Paracelso, médico e alquimista suíço (n. 1493).
- 1545 — Alberto de Brandemburgo, arcebispo de Mainz (n. 1490).
- 1572 — Túpac Amaru, líder inca (n. 1545).
- 1605 — Manuel Mendes, compositor português (n. c. 1547).
- 1646 — Duarte Lobo, compositor português (n. 1565).
- 1650 — Carlos de Valois-Angolema, nobre francês (n. 1573).

### Século XIX
- 1803 — Helena Pavlovna da Rússia (n. 1784)
- 1834 — Pedro I do Brasil, Pedro IV de Portugal (n. 1798).

### Século XX
- 1904 — Niels Ryberg Finsen, médico dinamarquês (n. 1860).
- 1941 — Gottfried Feder, teórico Nacional-Socialista e engenheiro civil alemão (n. 1883).
- 1964 — Sam McDaniel, ator americano (n. 1886).
- 1973 — Josué de Castro, escritor, geógrafo e ativista brasileiro (n. 1908).
- 1981 — Patsy Kelly, atriz norte-americana (n. 1910).
- 1984 — Neil Hamilton, ator americano (n. 1899).

### Século XXI
- 2004
  - Tim Choate, ator americano (n. 1954).
  - Françoise Sagan, escritora francesa (n. 1935).
- 2008 — Cherry Smith, cantora jamaicana (n. 1943).
- 2010 — Lucilo Varejão Filho, escritor brasileiro (n. 1921).
- 2023 — Matteo Messina, mafioso italiano (n. 1962).
- 2024 — Roberto Frota, ator brasileiro (n. 1939).

## Feriados e eventos cíclicos

### Brasil
- Dia Nacional do Mototaxista
- Feriado em Cuité, estado da Paraíba e em Jaicós, estado do Piauí - Dia do padroeiro Nossa Senhora das Mercês
- Aniversário da cidade de Urupês, estado de São Paulo
- Aniversário da cidade de Cachoeira Alta, estado de Goiás

### Portugal
- 1985 - Elevação de Castanheira do Ribatejo, Póvoa de Santa Iria e Vialonga a vila

### Catalunha, Espanha
- Festa Maior da Cidade de Barcelona, homenagem à Padroeira Nossa Senhora das Mercês

### Cristianismo
- Gerardo Sagredo
- Nossa Senhora das Mercês
- Rita Amada de Jesus
- Ruperto de Salzburgo
- Terêncio de Pesaro
- Vincenzo Maria Strambi

## Outros calendários
- No calendário romano era o 8.º dia (VIII) antes das calendas de outubro.
- No calendário litúrgico tem a letra dominical A para o dia da semana.
- No calendário gregoriano a epacta do dia é *.